# W. D. Snodgrass
William De Witt Snodgrass (Beaver Falls, 5 de janeiro de 1926 — Condado de Madison, 13 de janeiro de 2009) foi um poeta estadunidense que também escreveu sob o pseudônimo de S. S. Gordons. Ele venceu o Prémio Pulitzer de Poesia em 1960.

## Obras

### Poemas
- 1959: Heart's Needle
- 1968: After Experience: Poems and Translations
- 1968: Leaving the Motel
- 1970: Remains
- 1977: The Führer Bunker: A Cycle of Poems in Progress
- 1979: If Birds Build with Your Hair
- 1981: These Trees Stand
- 1982: Heinrich Himmler
- 1983: The Boy Made of Meat
- 1983: Magda Goebbels
- 1983: 6 Minnesinger Songs
- 1984: D. D. Byrde Callying Jennie Wrenn
- 1986: The Kinder Capers
- A Locked House
- 1987: Selected Poems: 1957-1987
- 1988: W. D.'s Midnight Carnival
- 1989: The Death of Cock Robin
- 1993: Each in His Season
- 1995: The Führer Bunker: The Complete Cycle
- 2006: Not for Specialists: New and Selected Poems

Prosa
- In Radical Pursuit: Critical Essays and Lectures (1975)
- De/Compositions (2001)
- 2002: To Sound Like Yourself: Essays on Poetry

Antologias
- Gallows Song (1967)
- Six Troubadour Songs (1977)
- Traditional Hungarian Songs (1978)
- Six Minnesinger Songs (1983)
- The Four Seasons (1984)
- Five Romanian Ballads, Cartea Romaneasca (1993)
- Selected Translations (1998)

Teatro
- The Führer Bunker (1981)